# Natronomonas pharaonis
Espèce
Synonymes
- Halobacterium pharaonis
Soliman & Truper, 1983

Natronomonas pharaonis est une espèce d'archées halophiles de la famille des Halobacteriaceae. Elle a été décrite pour la première fois en 1982 à partir d'un échantillon prélevé dans un lac salé d'Égypte, d'où son nom. Il s'agit d'un microorganisme adapté à un environnement fortement salé — environ 300 g·L-1 d'eau — et basique — pH d'environ 11 — qui compense la pression osmotique élevée en chlorure de sodium de son environnement en concentrant le chlorure de potassium à l'intérieur de la cellule.